# Святодуховский костёл (Шептицкий)

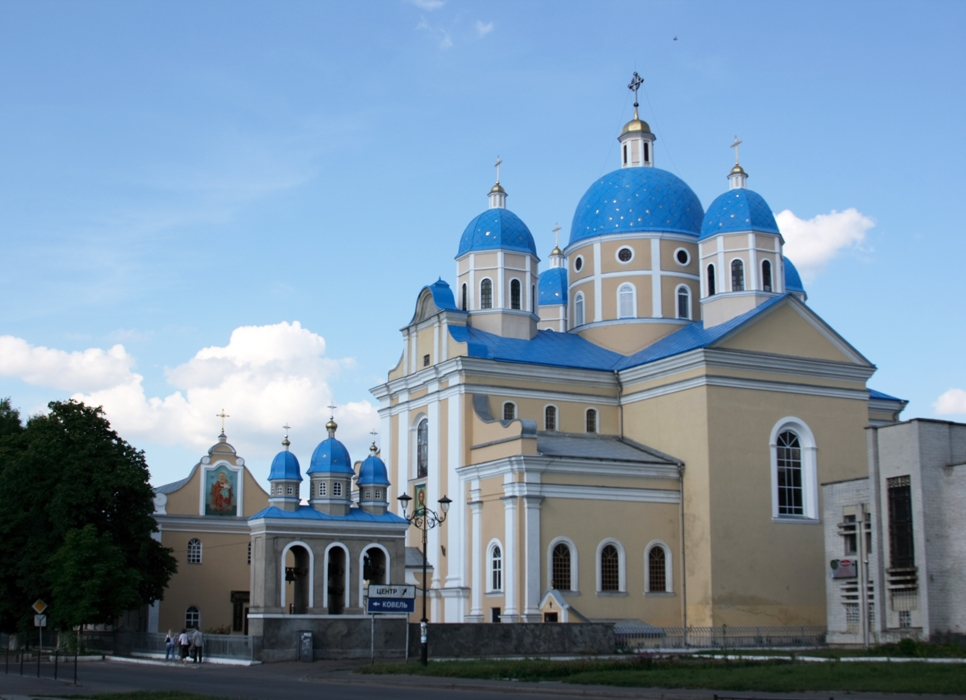
Бывший костёл сошествия Святого Духа, с 1988 года — церковь святого Владимира

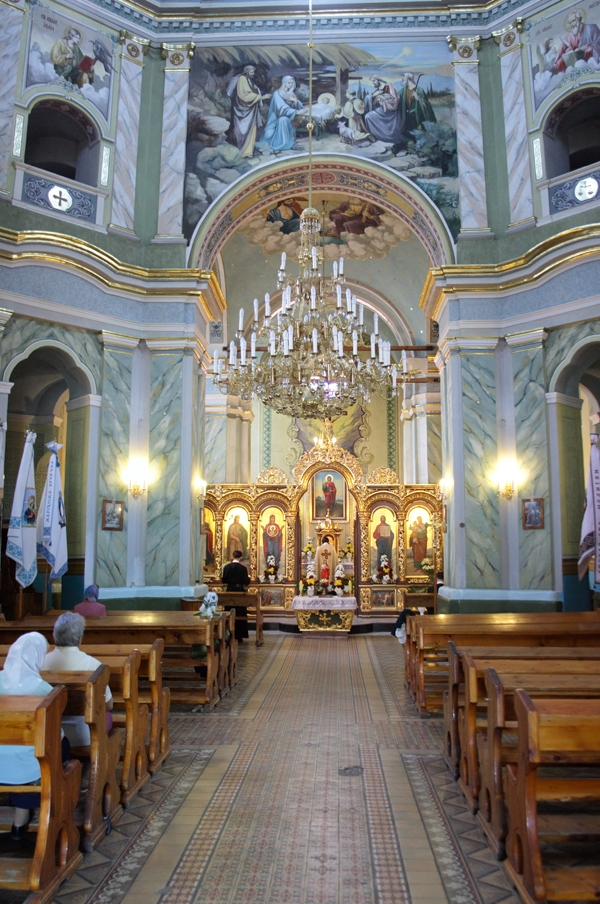
Нынешний интерьер храма

Костёл сошествия Святого Духа — памятник архитектуры в Шептицком (Львовская область, Украина), действующее культовее сооружение, ныне используемое как православный храм (церковь Святого Владимира, принадлежит ПЦУ). Адрес: Шептицкий, ул. Богдана Хмельницкого, 20.
В 1692 году в Кристинополе был основан монастырь римско-католического ордена бернардинцев (ветвь францисканцев). Первые его постройки были выполнены из дерева в 1692—1704 годах. В 1695 году был основан римско-католический приход, который вместе с другими приходами Белзкого деканата до 1787 года находилась в составе Перемышльского диоцеза. При костёле в 1747 году были построены каменные келии. Пожар 1749 г. уничтожил часть построек и повредил костёл. Восстановление монастырского комплекса было полностью завершено к 1760 г. на средства Юзефа-Фелициана Потоцкого.
Интерьер церкви украсили художники Д.Бальцани (1751, картины) и С.Строинский (1756—1758, фрески). Пожар 1852 г. вновь разрушил костёл и монастырь, но в 1854 году они были полностью восстановлены. В 1927 году храм реставрировался, о чём свидетельствует надпись на плите, помещенной на главном фасаде.
Приход просуществовал до 1951 года, до вхождения города в состав УССР и отъезда польского населения. В 1988 году здание было передано общине УАПЦ, которая переосвятила его в церковь Святого Владимира.

## Архитектура
Святодуховский костёл выполнен в стиле барокко. Здание построено из кирпича, в плане представляет собой крест, западную конечность которого образует трёхнефный объём. Центральный неф, завершённый главой, значительно выше боковых нефов и трансепта. Главный фасад украшен пилястрами, установленными на высоких цоколях, увенчан карнизом и фронтоном криволинейных очертаний. К центральному входу в XIX в. был пристроен небольшой притвор с треугольным фронтоном. Южный фасад костёла лишен архитектурного декора. С севера и востока к зданию храма примыкают двухэтажные монастырские кельи с просторным прямоугольным внутренним двором.